# The Real Macaw

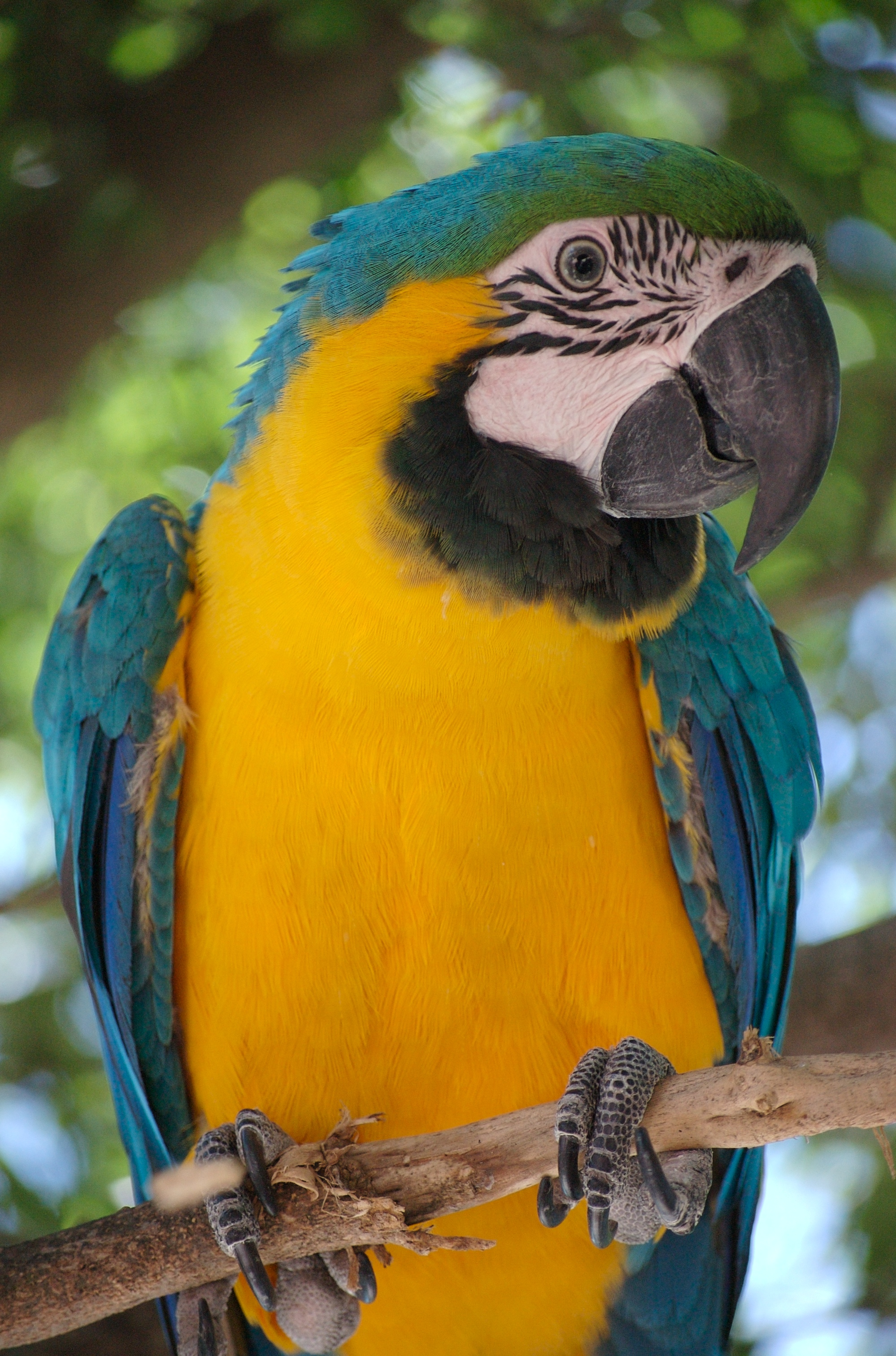
Mac (Voz de John Goodman),un loro azul y amarillo,protagonista de la película.

The Real Macaw,es una película de aventura familiar australiana de 1998,dirigida por Mario Andreacchio y protagonizada por James Croft, Deborra-Lee Furness, Joe Petruzzi, John Waters y John Goodman.

## Argumento
Un loro azul y amarillo antiguo parlante que se llama Mac se convierte en la salvación para un hombre de mayor edad ,que es amenazado a ir a un hogar de ancianos, cuando se descubrió que el pájaro habla conoce el paradero de un tesoro escondido de sus días con un pirata. Su nieto, decide ir a la caza solo para descubrir que ahora existe un centro turístico, donde está enterrado el tesoro.

## Reparto
- Jamie Croft	 ...	Sam Girdis
- Deborra-Lee Furness	 ...	Beth Girdis
- Joe Petruzzi	 ...	Rick Girdis
- John Waters	 ...	Dr. Lance Hagen
- Jason Robards	 ...	Grandpa Girdis
- John Goodman	 ...	Voz del Loro Mac
- Gerry Connolly	 ...	Lou Rickets
- Robert Coleby	 ...	Mr. St. John
- Petra Yared	 ...	Kathy Girdis
- Nathan Kotzur	 ...	Scarlatta

## Taquilla
The Real Macaw recaudó 741.876 dólares en la taquilla en Australia.